# Schäkir Keikin
Schäkir Keikinuly Keikin (kasachisch Шәкір Кейкінұлы Кейкин Şäkır Keikınūly Keikin, russisch Шакир Кейкинович Кейкин Schakir Keikinowitsch Keikin; * 1970 in Kulsary, Kasachische SSR) ist ein kasachischer Politiker.

## Leben
Keikin wurde 1970 in Kulsary im heutigen Audan Schylyoi geboren. Er schloss 1993 ein Studium der Montanwissenschaften am Kasachischen Polytechnischen Institut ab.
Nach seinem Hochschulabschluss arbeitete er in der freien Wirtschaft in verschiedenen Unternehmen der Erdöl- und Baubranche. Von Februar bis Oktober 2008 war er Äkim des ländlichen Bezirks Qosschaghyl im Audan Schylyoi und anschließend bis Juli 2009 stellvertretender Äkim (Bürgermeister) der Stadt Qulsary. Von Juli 2009 bis Oktober 2018 war Keikin dann Äkim von Qulsary. Während seiner Amtszeit wurde die Versorgung der Stadt mit Trinkwasser verbessert, es wurden neue Trinkwasserleitungen und eine moderne Wasserpumpstation gebaut. Vor allem am Anfang seiner Amtszeit wurden mehr als 70 Kilometer Straßen in der Stadt asphaltiert.
Nach neun Jahren an der Spitze der Stadt wurde er am 23. Oktober 2018 zum Leiter der Abteilung für Wohnungswesen und öffentliche Versorgung, Personenverkehr und Autobahnen der Stadt Atyrau ernannt. Seit dem 26. Februar 2019 bekleidete er die Position des stellvertretenden Bürgermeisters von Atyrau. Von September 2019 bis März 2022 war er Äkim des Audan Maqat. Im März 20023 wurde er Abteilungsleiter im kasachischen Ministerium für Handel und Integration. Am 10. Juli 2023 wurde er zum Bürgermeister von Atyrau ernannt.